# Casa Modjeska
La casa Modjeska también conocida como Arden, es una casa diseñada por el arquitecto Stanford White en Modjeska Canyon, California, Estados Unidos. Es significativo por ser el único hogar preservado de Helena Modjeska, una actriz shakespeariana y patriota polaca. La propiedad está ubicada en un bosque de robles a orillas de Santiago Creek.
Fue incluida en el Registro Nacional de Lugares Históricos en 1972.

## Historia
Modjeska llegó a Estados Unidos con su esposo, el conde Karol Bozenta Chłapowski, en 1876 desde Polonia, y creó un retiro para cuando no estuviese actuando en el escenario. Para diseñar una gran casa de campo victoriana, contrató a uno de los principales arquitectos de Estados Unidos, Stanford White. Lo llamaron "Arden" por el entorno en donde se realizó la obra Como gustéis de Shakespeare. En el lugar plantaron jardines con olivos, palmeras, tejos ingleses, lilas blancas y coronas de espinas. Fue su hogar desde 1888 hasta 1906.

### Años posteriores a Modjeska
Después de que se vendió la propiedad, el romance asociado con la vida de Modjeska atrajo a los desarrolladores que comercializaron parcelas de la propiedad para casas de vacaciones. En 1908, Gustave A. Schweiger compró la casa y la operó como un Bed and breakfast. En 1922, los grupos rotarios locales discutieron la compra de la propiedad para usarla como club de campo. En 1923, la familia Walker de Long Beach compró parcelas de tierra en el cañón que incluían la casa Modjeska y el área boscosa circundante.

### Sitio histórico
Fue declarada Monumento Histórico de California en 1935. En 1986, la Autoridad de Puertos, Playas y Parques del Condado de Orange compró la propiedad de 14.4 acres por un millón de dólares y la estableció como un sitio histórico. Se realizó una restauración importante antes de que el sitio pudiera abrirse al público. La casa original no tenía plomería ni servicios públicos en el interior. Se permite un número limitado de visitantes en los recorridos. Las indicaciones para llegar al parque se dan después de hacer las reservas.
Fue declarado Monumento Histórico Nacional en 1990.